# Proper Education
Singles de Eric Prydz Vs Pink Floyd
Woz Not Woz
(2005) Pjanoo
(2008)
Proper Education est une chanson du DJ suédois Eric Prydz, samplant Another Brick in the Wall part 2  des Pink Floyd.

## Liste des pistes
CD single
1. "Proper Education" (Radio Edit) — 3:22
2. "Proper Education" (Club Mix) — 6:08

CD maxi
1. "Proper Education" (Radio Edit) — 3:20
2. "Proper Education" (Original Version) — 6:08
3. "Proper Education" (Sébastien Léger Remix) — 9:03
4. "Proper Education" (Sebastian Ingrosso Remix) — 8:57
5. "Proper Education" (Video)

12" maxi
1. "Proper Education" (Club Mix) — 6:09   — 8:57
2. "Proper Education" (Dub Mix) — 8:38

## Classements
| Classement (2006/07)                     | Meilleur position |
| ---------------------------------------- | ----------------- |
| Australie ARIA Singles Chart             | 20                |
| Autriche Singles Chart                   | 20                |
| Belgique (Flandre) Singles Chart         | 2                 |
| Belgique (Wallonie) Singles Chart        | 12                |
| Danemark Singles Chart                   | 3                 |
| Pays-Bas Singles Chart                   | 3                 |
| Finlande Singles Chart                   | 1                 |
| France SNEP Singles Chart                | 10                |
| France (Club 40)                         | 1                 |
| Allemagne Singles Chart                  | 4                 |
| Irlande Singles Chart                    | 9                 |
| Italie Singles Chart                     | 11                |
| Espagne Singles Chart                    | 4                 |
| Suède Singles Chart                      | 7                 |
| Suisse Singles Chart                     | 12                |
| Royaume-Uni Singles Chart                | 2                 |
| États-Unis Billboard Hot Dance Club Play | 29                |

### Classement de fin d'année
| Classement (2007)       | Position |
| ----------------------- | -------- |
| Allemagne Singles Chart | 51       |
| Suède Singles Chart     | 68       |

## Certification
| Pays     | Certification | Date             | Ventes |
| -------- | ------------- | ---------------- | ------ |
| Danemark | Or            | 27 novembre 2007 | 4,000  |